# Терновий (Котельніковський район)
Терновий (рос. Терновой) — селище у Котельніковському районі Волгоградської області Російської Федерації.
Населення становить 221 особу. Входить до складу муніципального утворення Чилековське сільське поселення.

## Історія
Селище розташоване у межах українського історичного та культурного регіону Жовтий Клин.
Згідно із законом від 14 березня 2005 року № 1028-ОД органом місцевого самоврядування є Чилековське сільське поселення.

## Населення
| 2010 |
| ---- |
| 221  |